# Hoogkarspel

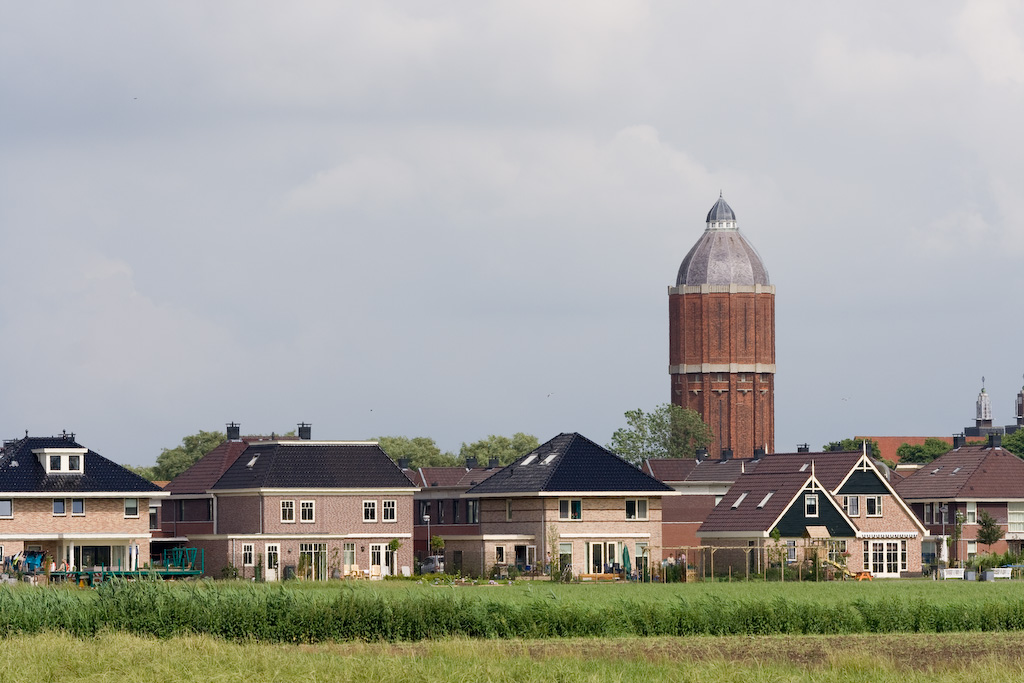
Vue du village de Hoogkarspel et de son château d'eau caractéristique.

Hoogkarspel est un village de la commune de Drechterland dans la province de la Hollande-Septentrionale. En 2015, le village comptait 7 932 habitants.
Hoogkarspel était une commune autonome jusqu'en 1979.